# Jacob Ravené Söhne

Siegelmarke der Fa. Jacob Ravené Söhne, nach 1897

Jacob Ravené Söhne war ein Ravenésches Familienunternehmen, das unter diesem Namen von 1828 bis 1945 bestand und seinen Sitz in Berlin hatte.

## Vorgeschichte

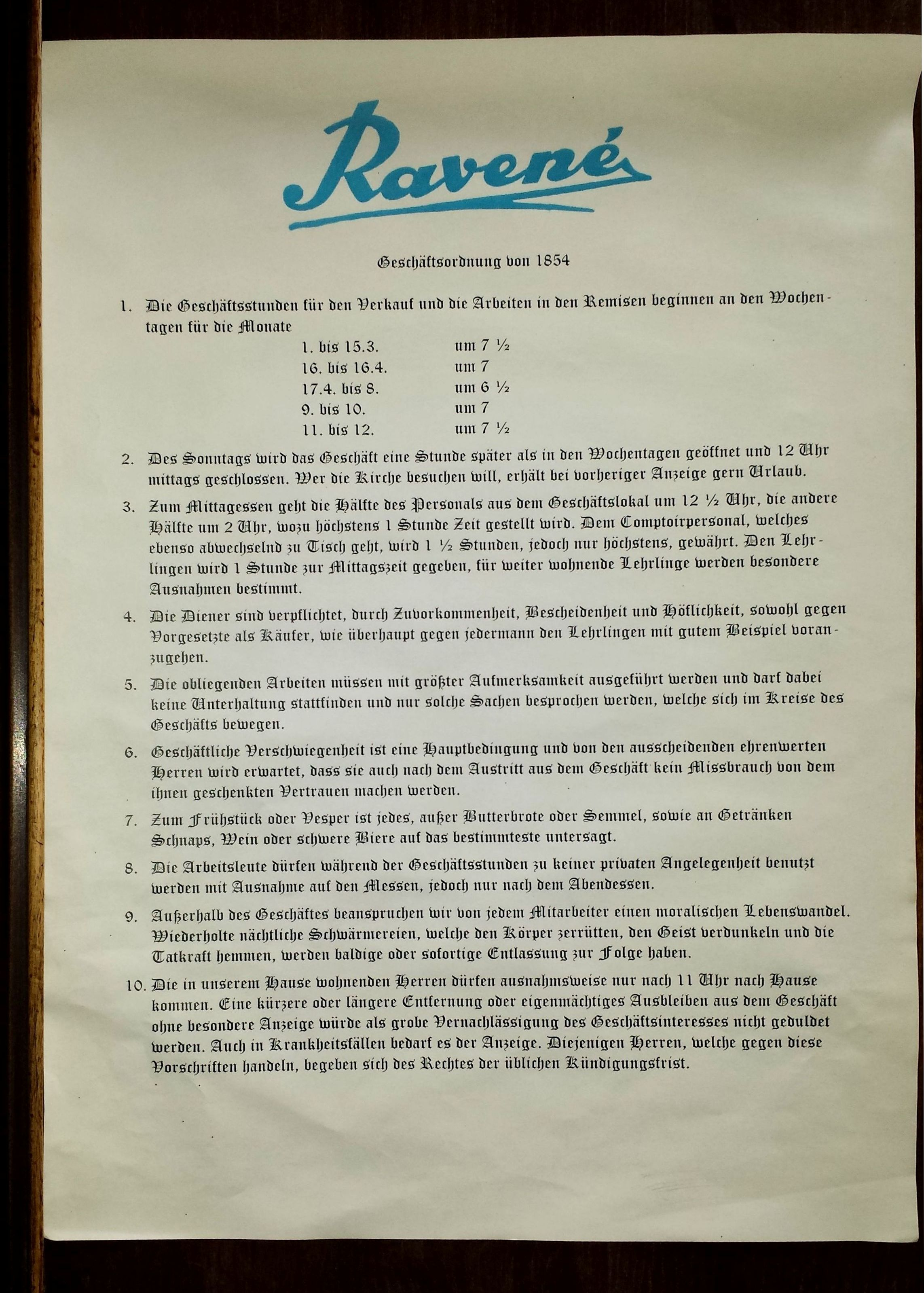
Geschäftsordnung aus dem Jahr 1854

Das Unternehmen wurde 1775 von Jacques Ravené (1751–1828) gegründet. Er befasste sich gemäß seiner Ausbildung mit der Eisengießerei, hatte aber auch bald von seinem Schwiegervater die 1722 gegründete Eisenwarenhandlung „Samuel Gottlieb Butzer“ geerbt.
Bald bemerkte man, dass mit dem Handel bessere und einfachere Geschäfte zu machen sind als mit der schmutzigen und aufwändigen Fertigung von Eisenteilen. Durch die folgenden zwei Generationen verlegte sich das Unternehmen auf den Großhandel mit Stahl- und Eisenwaren. In den ersten Jahrzehnten des 19. Jahrhunderts stellte man die eigene Produktion (im Sinne des Urformens) ein. Weiterhin wurden aber große Lager unterhalten, vor allem für Halbzeuge, jedoch auch für haushaltsübliche Kleinteile.

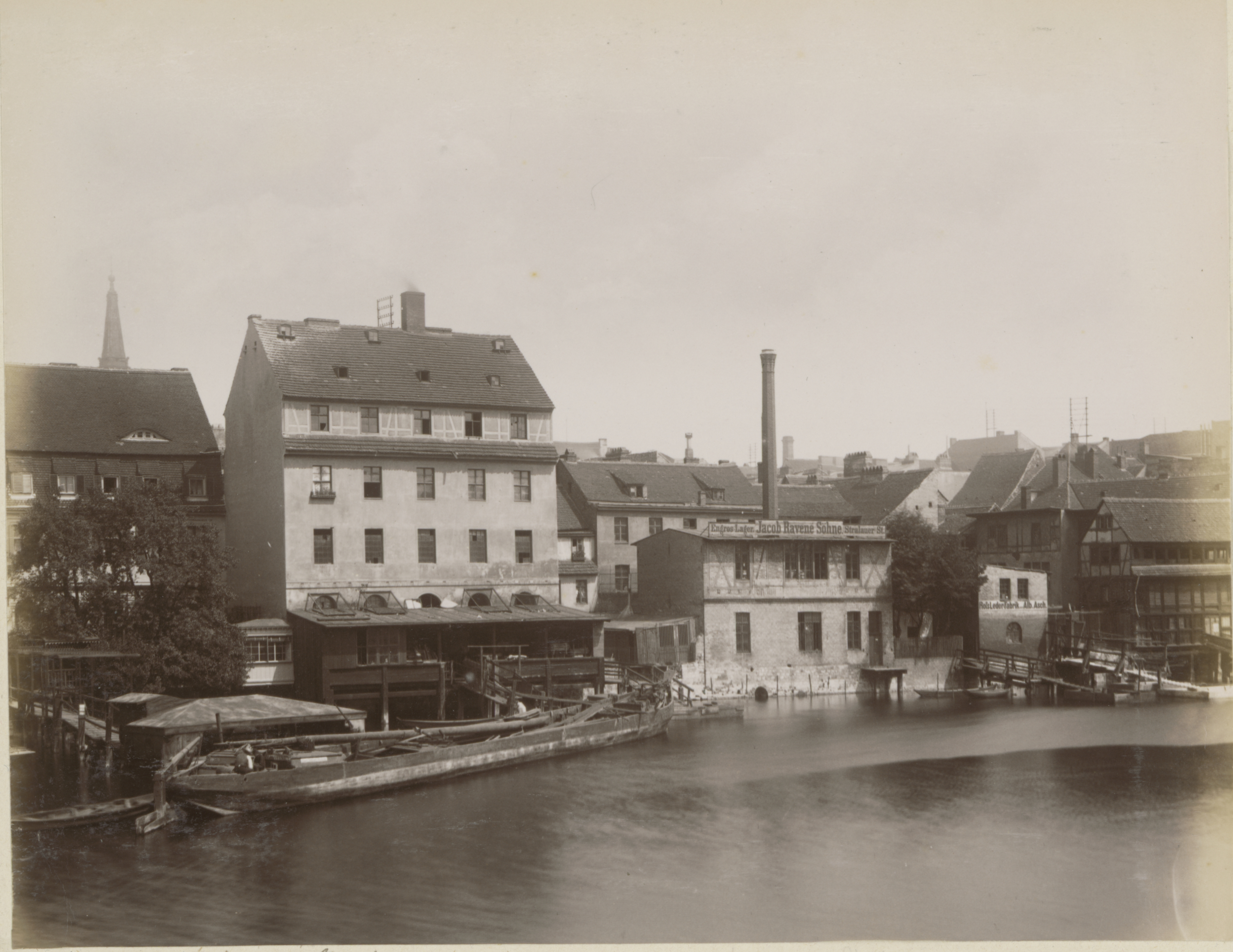
Blick auf die Wasserfront der Stralauer Straße, um 1885

Ab 1801 ist der Hauptstandort laut dem Berliner Adressbuch in der Stralauer Straße 28/29.

## Jacob Ravené Söhne
1824 übergab Jacques Ravené die Führung des Unternehmens an seine Söhne Karl Peter (1777–1841) und Pierre Louis Ravené (1793–1861).
Der Produktion blieb man durch Finanzierungen und Beteiligungen verbunden – so 1837 beim Bau des Eisenwalzwerks von Carl Justus Heckmann am damaligen Schafgraben vor dem Schlesischen Tor, heute Landwehrkanal und Heckmannufer in Kreuzberg. 1833 wurde der Firmensitz in die Wallstraße 92/93 verlegt.
Als Peter (Pierre) Louis Ravené 1861 starb, übernahm sein Sohn Louis Friedrich Jacob Ravené die Geschäftsführung. Aber schon 18 Jahre später verstarb dieser nur 55-jährig und hinterließ drei minderjährige Kinder, die das Geschäft erbten. Es bestand damals aus den Unternehmungen Jacob Ravené Söhne (Stralauer Straße 28/29), Jacob Ravené Söhne (Wallstraße 7–8), Jacob Ravené Sons & Co. (London), Joh. Chr. Schultze & Sohn Nachfolger (Chausseestraße 24) und Siegm. Eppstein Nachfolger. Louis Ferdinand August Ravené übernahm dann volljährig geworden die Geschäftsführung.
Vor allem der Aufbau von Eisenbahnnetzen in den folgenden Jahrzehnten brachte große Gewinne in Preußen und seinen Nachbarländern. Die Ravenés wurden auch die „Eisenkönige“ genannt.
In den zentralen und östlichen Provinzen Preußens hatten sie eine führende Marktposition und waren damit dort etwa das, was in den westlichen, rheinischen Provinzen die Familie Krupp war.
Ravené war Mitglied in der Corporation der Kaufmannschaft von Berlin, in dessen Mitgliederverzeichnis er mit folgenden Firmen eingetragen war: Jacob Ravené Söhne & Co. (Wallstraße 92–93), Jacob Ravené Söhne (Wallstraße 92–93), Jacob Ravené Söhne, Kurzw. Detail-Gesch. (Stralauer Straße 28–29) und Joh. Chr. Schultze & Sohn (Chausseestraße 24). Geschäftsführer war neben Louis Ferdinand August Ravené Gustav Krehl, den Ravené 1893 als Gesellschafter ins Boot geholt hatte.
Das prosperierende Unternehmen errichtete 1889–1896 ein monumentales Geschäftshaus in der Wallstraße 5–8, das nicht nur das Hauptkontor aufnahm, sondern auch viel Lagerfläche bot und wo Räume für die Ravenésche Gemäldesammlung eingerichtet wurden.
Im Lauf der Zeit wurden mehrere Handelsgesellschaften gegründet, die in verschiedenen Bereichen tätig waren. 
1906 begründete Ravené die Vereinigte Ravené’sche Stabeisen- und Trägerhandlungen AG und war vier Jahre später maßgeblich beteiligt an der Gründung der Deutscher Eisenhandel Aktiengesellschaft, einem Zusammenschluss des „Schlesischen Händlerkonzerns“ und der Ravené AG. Zu den schlesischen Mitgründern gehörten M.J. Caro & Sohn und Eduard Lindner sowie weitere ost- und mitteldeutsche Eisengroßhandelsfirmen. Die Deutscher Eisenhandel Aktiengesellschaft nahm zum 1. Januar 1910 ihre Arbeit auf.
1922 wurde das Unternehmen in eine Kommanditgesellschaft umgewandelt und Niederlassungen in Breslau, Dresden, Frankfurt a.M., Hamburg, Königsberg, Rostock und Ulm begründet. In der vierten Generation wurde das Familienkapital für kaufmännische Aktivitäten aller Art eingesetzt. 1938 wurde als letzte die Königsberger Zweigniederlassung wieder geschlossen. 1939 musste das Unternehmen das Geschäftshaus Wallstraße 5–8 verlassen und bezog Räume in Alt-Stralau 4. 1944 starb Louis Ferdinand August Ravené. Sein Sohn Peter Louis Ravené wurde nun Geschäftsführer, kam aber 1945 ums Leben. 

## Nach 1945
Der Hauptsitz der Firma Jacob Ravené Söhne, jetzt im Besitz der drei Töchter von Louis Ferdinand August Ravené, befand sich im sowjetischen Sektor, in Alt-Stralau 4. Die Gebäude waren im Zweiten Weltkrieg stark beschädigt worden. Nach Aufräum- und Reparaturarbeiten kam der Eisenhandel wieder in Schwung. Ab 1948 war das Unternehmen eine GmbH und begründete eine Zweigniederlassung am Kurfürstendamm 184. 1950 kam die Jacob Ravené Söhne GmbH unter die Treuhandschaft der Deutsche Handelszentrale-Maschinen und Fahrzeugbau, Berlin. 1953 hatte die Gesellschaft, die jetzt Großhandel für Kleineisen und Haushaltswaren betrieb einen Umsatz von 300.000 Mark. 1956 ging die Jacob Ravené Söhne GmbH in Ost-Berlin in den Konkurs. Ravené hatte dort zu dem Zeitpunkt noch 64 Angestellte.
Im Westteil der Stadt hatten laut Telefonbuch die 1938 gegründete Ravené Fabrik und Handelsbetriebe KG (Zehlendorf, Limastraße 5) und die Ravené Stahl AG (Alt-Moabit 131, Lager Quitzowstraße 50) ihren Sitz. Außerdem gab es noch die Vormals Ravenéscher Rohrhandel GmbH (Tempelhof, Industriestraße 35–37) und die Vormals Ravenéscher Eisenhandel- und Eisenbau GmbH (Sickingstraße 9–17)
1955 beging die Ravené & Co. Kommanditgesellschaft in West-Berlin, Tempelhof, Ringbahnstraße 22–30 das 180-jährige Firmenjubiläum. 1962 wurde die Firma Ravené Fabrik- und Handelsbetriebe Kom.Ges. im Handelsregister gelöscht. Die übrigen Firmen existierten noch bis in die 1980er Jahre.
Heute lebt der Name Ravené noch weiter als Bestandteil der beiden Firmen
- Ravené Possehl
- Ravené-Schäfer

die sich traditionell mit dem Eisenhandel befassen. Eine Verbindung zu Familienmitgliedern besteht nicht mehr.
Im Berliner Ortsteil Gesundbrunnen wurde im Jahr 1895 die Ravenéstraße nach Louis Friedrich Jacob Ravené benannt. Auch für die Ravenéstraße in Cochem war er Namensgeber.